# David Dudley Field II
David Dudley Field, född den 13 februari 1805 i Haddam, Connecticut, död 13 april 1894 i New York, var en amerikansk rättslärd. Han var son till David Dudley Field I samt bror till Stephen, Cyrus och Henry Martyn Field.
Field blev 1828 advokat i New York och invaldes 1847 i en kommission för utarbetandet av en ny rättegångsordning för delstaten New York. Den lag, som denna kommission utarbetade, "Godes of civil and criminal procedure", och vars förtjänster huvudsakligen tillskrivs Field, blev antagen av 23 bland unionens stater och territorier samt uppmärksammades även vid lagstiftningen för brittiska Indien. Han sysslade även på offentligt uppdrag sedan 1857 i 25 år med kodifikationen av delstaten New Yorks gällande civil-, stats-och straffrätt. År  1867 uppgjorde han planen till en kodifikation av gällande internationell rätt. De därvid tillämpade rättsgrunderna framställde han i Draft outlines of an inlernational code (1873). Hans Speeches, arguments and miscellaneons papers gavs ut i 3 band 1884-91.